# Toussidé
Toussidé (també conegut com a Tarso Toussidé) és un volcà potencialment actiu del tipus estratovolcà, situat a les muntanyes Tibesti del Txad. Té una altitud de 3.265 metres sobre el nivell del mar, amb una prominència de 1.593 m. La base del volcà fa uns 90 km de diàmetre. No es coneix la data de la darrera erupció.